# Зенон Тарсийский
Зенон Тарсийский (Тарсус, II век до н. э.) сын Диоскорида — ученик стоика Хрисиппа, последователь школы стоиков.
После смерти Хрисиппа в 207 году до н. э., стал четвертым главой школы стоиков в Афинах. Как сообщает Диоген Лаэртский, Зенон написал мало книг, но оставил много учеников. Известно, что Зенон сомневался в общем стоическом догмате об истреблении вселенной огнём.
Текстов Зенона из Тарса не сохранилось.